# (1492) Oppolzer
(1492) Oppolzer (aussi nommé 1938 FL) est un astéroïde de la ceinture principale, découvert le 23 mars 1938 par Yrjö Väisälä à Turku en Finlande.
Il a été nommé en hommage à Theodor von Oppolzer, astronome autrichien.